# برتیلون
برتیلون (انگلیسی: Berthillon) شرکت صنایع غذایی فرانسوی است، که در سال ۱۹۵۴ تأسیس شد.